# بوستان مولوی کرد سقز
بوستان مولوی کرد یا بوستان شهر سقز یکی از بزرگترین گردشگاه‌های کردستان و مهمترین گردشگاه‌ها در سقز است که در کنار رودخانه سقز و بلوار ساحلی این شهر قرار گرفته‌است. این پارک در سال ۱۳۴۴ احداث شد. مساحت این پارک کمی بیش از ۲۰ هکتار است و در ابتدا بصورت جنگلی بوده که به مرور و با گسترش فضاهای پارک به شکل گردشگاهی مدرن درآمده است.

## پیشینه

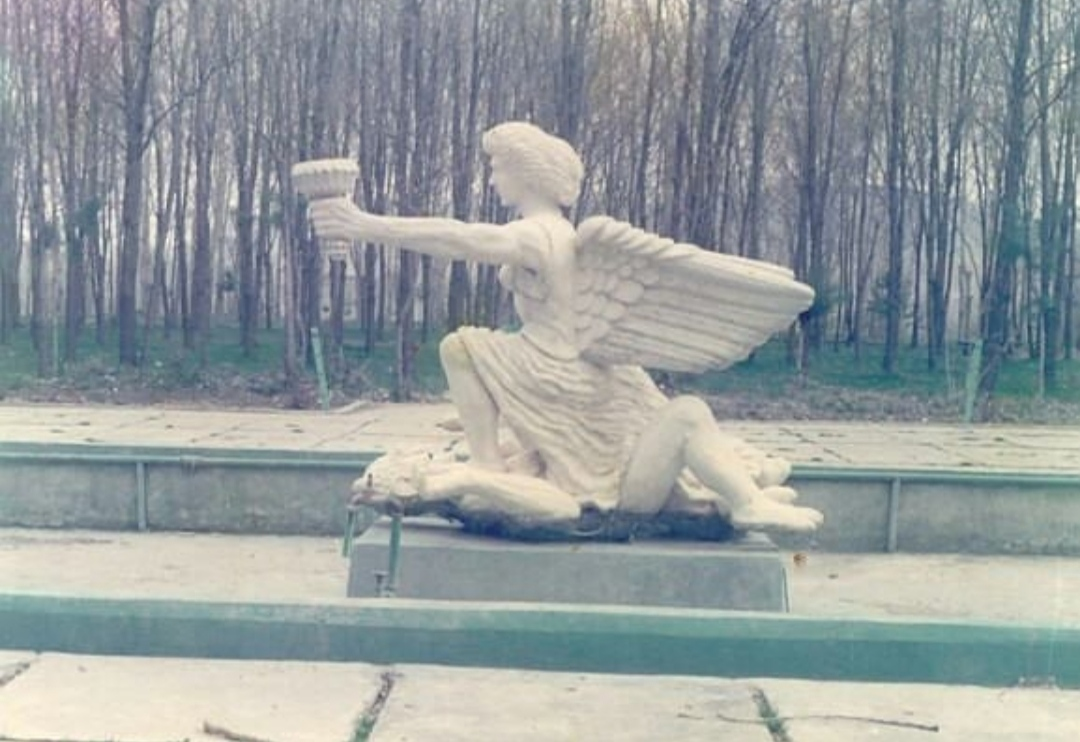
مجسمه قدیمی دیو و پری اثر استاد عبدالله برادری در بوستان شهر سقز که تا زمان انقلاب ۵۷ در این بوستان نصب بود

گسترش شهرنشینی و افزایش جمعیت شهرها و دور شدن از طبیعت، نیازهای محیطی، روحی و جسمانی انسان‌ها را به گونه ای افزایش داده و نمایان ساخته‌است که نیازمند چاره اندیشی در جهت حل این مشکل و رهایی از ساختارهای مصنوعی و انسان ساخت می‌باشد. بوستانها از جمله مناسب‌ترین مکان‌ها برای رفع این نیاز شهرنشینان بوده و فضای سبز شهری بخش جاندار ساختار کالبدی شهر به‌شمار می‌آید. در نیم قرن اخیر افزایش جمعیت شهر سقز منجر به این شد که مدیران شهری به فکر توسعه فضاهای سبز و زنده شهر شده و نسبت به احداث آنها برنامه‌ریزی نمایند.
بدین ترتیب این بوستان‌ در مساحتی گسترده در حاشیه رودخانه سقز و اوایل دهه چهل شمسی بنیان نهاده شد.

## ساختار و طبیعت
این بوستان‌ از سمت شمال و جنوب و از طرف بلوار ساحلی و خیابان ملت دارای سه ورودی اصلی می‌باشد. ورودی اول به‌سمت میدان پاسارگاد بوستان‌ می‌رود و که ساختمان‌هایی مانند نمازخانه در این سمت بوستان‌ قرار دارند. ورودی دوم که ورودی اصلی و بزرگ‌ترین آنها است در وسط بوستان‌ قرار دارد و دارای سردرب و نمای منقوش و مزین به کاشی‌کاری است. ورودی سوم نیز به «کتابخانه مرکزی شهر» می‌رود که سالن تئاتر و شعر نیز همان جاست. این کتابخانه یکی از کتابخانه‌های بزرگ شهر است که علاقه‌مندان به مطالعه می‌توانند در آن مطالعه در طبیعت را تجربه کنند و از هوای بوستان‌ لذت ببرند. کتابخانه پنجره‌هایی بزرگ دارد و از داخل می‌توان بیرون را دید.
همچنین این بوستان‌ دارای چهار پیاده‌رو عریض برای قدم‌زدن مردم و گردشگران می‌باشد. از در اصلی و به فاصله نیم کیلومتر به میدان اصلی بوستان‌ یعنی «میدان مولوی کرد» می‌رسد که مجسمه یادبودی از شاعر معروف مولوی کرد در آن نصب شده‌است. در اطراف این مجسمه آبشارها و آبنماهای متعدد ساخته شده‌است. در سمت شرقی میدان اصلی شهربازی و مکان بازی و سرگرمی کودکان وجود دارد.
در سمت غربی بوستان‌ زمین اسکیت قرار گرفته و اسکیتسواران روزانه در آن مشغول تمرین هستند. در سمت شرقی میدان اصلی زمین والیبال و میزهای پینگ‌پنگ و لوازم ورزشی احداث و نصب شده‌است که مردم در اوقات مختلف روز، صبح‌ها و عصرها برای ورزش و سلامتی از آنها استفاده می‌کنند.
این بوستان‌ همچنین دو پارکینگ بزرگ و چهار بوفه برای خرید چای، نسکافه، تنقلات و غذاهای محلی دارد. یکی از این غذاهای محلی، کلانه است. کلانه از جمله غذاهای محلی کردستان است.
در قسمت جنوبی بوستان‌ مجتمع فرهنگی بزرگی که دارای سالن تئاتر و سینما می‌باشد قرار دارد. این مجتمع سالانه میزبان مراسمات و همایش‌های زیادی مانند رقص‌های کردی و تئاتر خیابانی و جشنواره بین‌المللی تئاتر کردی می‌باشد.
بوستان‌ مولوی کرد پر از درختان صنوبر است که هر ساله به دلیل بلندی و شاخ و برگ فراوان توسط شهرداری هرس می‌شوند.

## نگارخانه

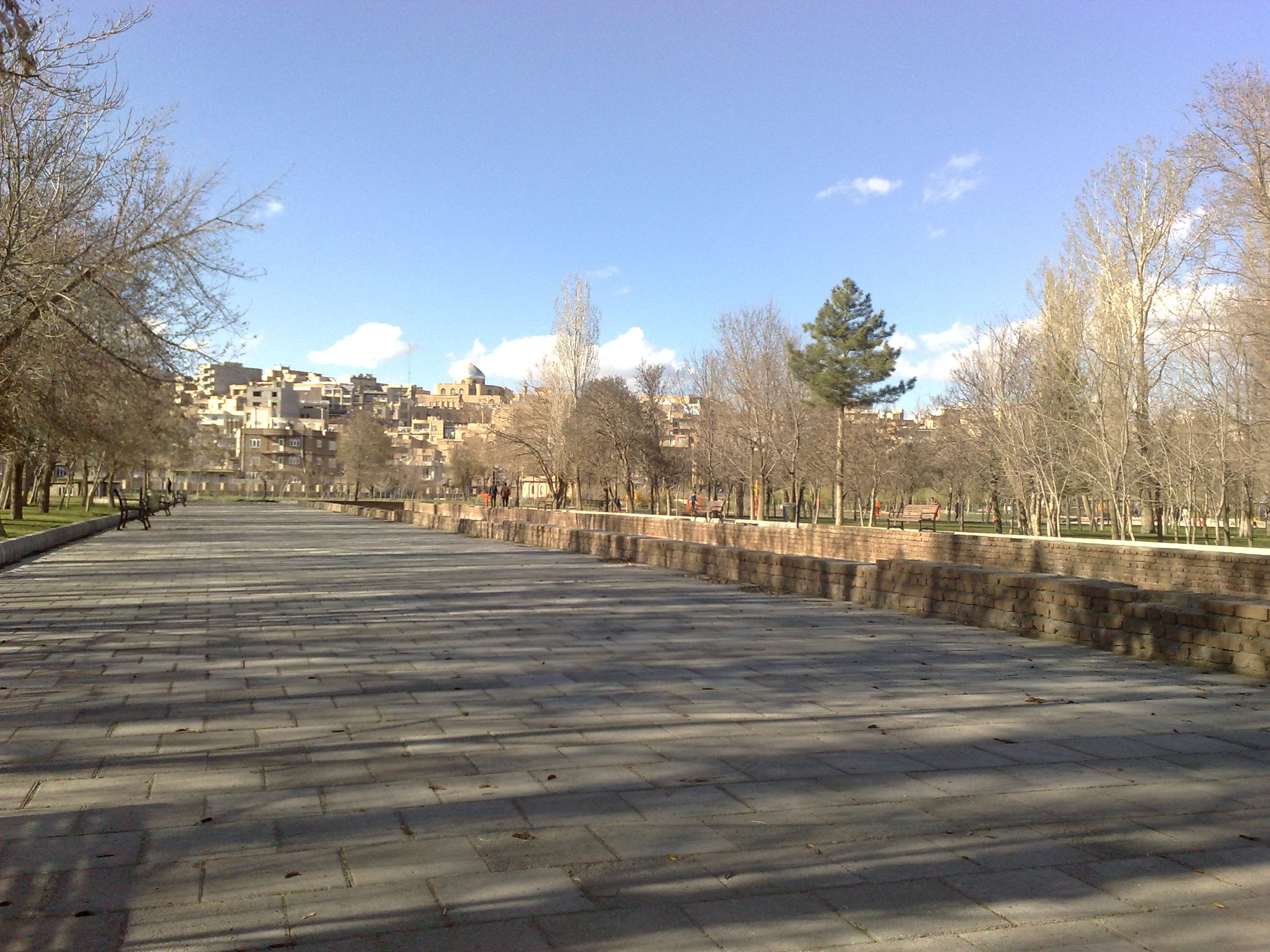
قسمت غربی بوستان‌
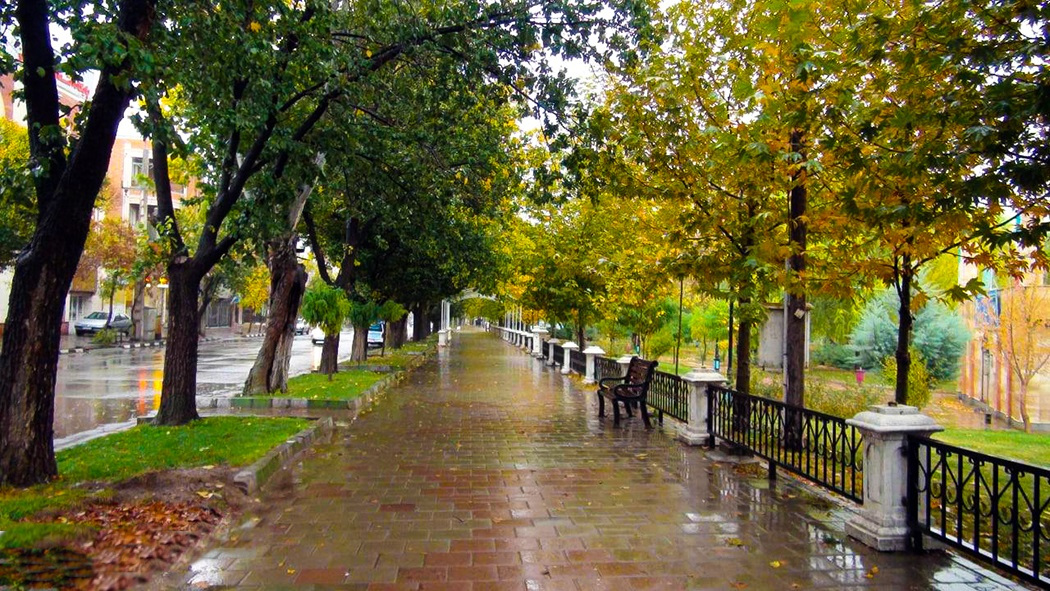
پیاده رو شمال بوستان‌
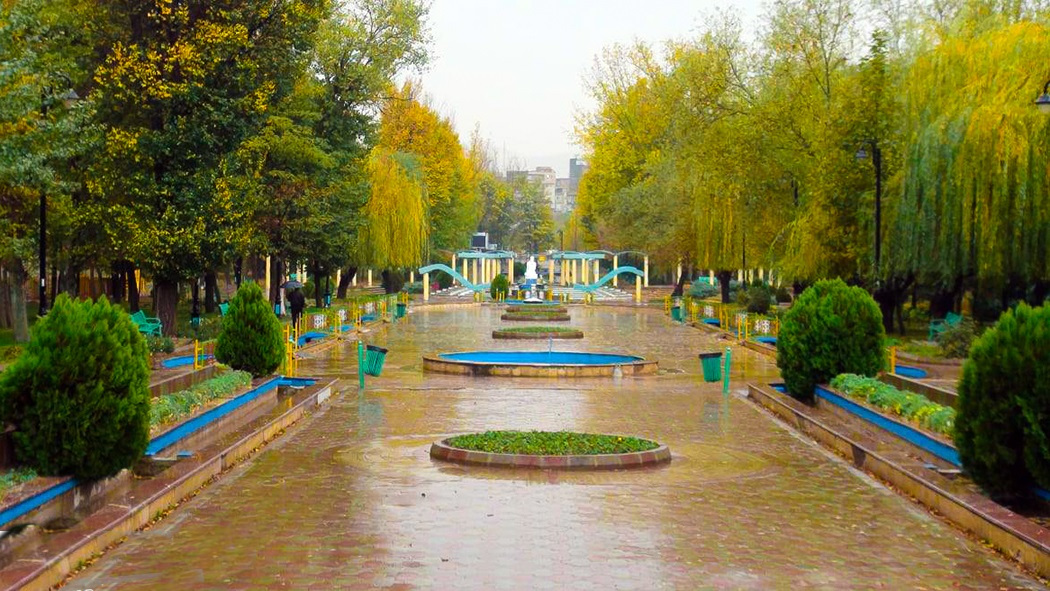
میدان اصلی بوستان‌ و مجسمه مولوی کرد
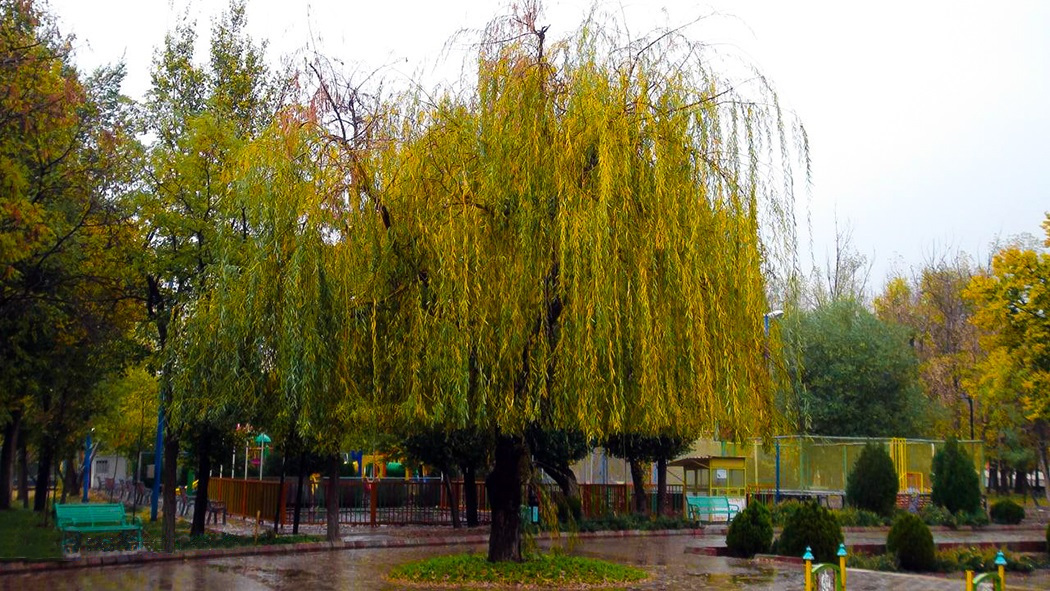
شهربازی بوستان‌

## جستارهای ویژه
- جشنواره بین‌المللی تئاتر کردی
- آبیدر